# Olof Rudqvist
Olof Rudqvist, född 11 april 1911 i Forshaga, död 7 juni 1986 i Malaga, Spanien, var en svensk officer i Armén.

## Biografi
Rudqvist inledde sin militära karriär i Armén 1933 som fänrik vid Dalregementet (I 13). Han befordrades till löjtnant 1934, till kapten 1942, till major 1953, till överstelöjtnant 1955 och till överste 1958. Åren 1946–1949 tjänstgjorde han vid Försvarets kommandoexpedition (FKE) samt lärare vid Artilleri- och ingenjörhögskolan (AIHS). Åren 1949–1953 tjänstgjorde han vid Arméstaben (Ast). Åren 1953–1956 var han sektionschef vid Arméstaben. Åren 1956–1958 var han brigadchef vid Livregementets grenadjärer (I 3). Åren 1958–1961 var han återigen sektionschef vid Arméstaben. Åren 1961–1963 var han chef för Norrbottens regemente (I 19). Åren 1963–1964 var han ställföreträdande militärbefälhavare för VI. militärområdet. Åren 1964–1971 var han infanteri- och kavalleriinspektör. Rudqvist gick i pension och lämnade försvaret 1971 som generalmajor  i reserven. Rudqvist bosatte sig i Spanien efter sin pensionering.

## Utmärkelser
- Riddare av Svärdsorden, 1952.[2]
- Kommendör av Svärdsorden, 6 juni 1962.[3]
- Kommendör av första klass av Svärdsorden, 4 juni 1965.[4]